# 马萨
马萨是意大利托斯卡纳大区的一个市镇，也是马萨-卡拉拉省的行政中心，位于托斯卡納大区的北部海陆接壤的地方，分为5个区。人口約6万9千人。
馬薩以盛產大理石而著稱。

## 历史
15世纪至19世纪，马萨曾是独立的马萨與卡拉拉公国的首都，被馬拉斯皮納家族和齊博-馬拉斯皮納家族所统治。马萨是欧洲历史上第一个利用磁针罗盘来确定地下矿物的地方，此方法给很多矿主带来了丰厚的收益。
1829年，马萨被移交给了奧地利-埃斯特家族。1859年在意大利统一的过程中，马萨加入了萨丁尼亚王国。
1929年馬薩與卡拉拉、蒙蒂尼奥索等合併為馬薩-卡拉拉省，以馬薩為首府。

## 經濟
马萨不仅是个旅游城市，同时也座落于Apuan Industrial Zone，集中了600多个工业基地，雇员7000多人，以大理石产品闻名于世。

## 觀光景點
- 马萨城堡（10世纪）
- 文艺复兴公爵宫殿（Aranci广场上）The Renaissance Ducal Palace, on the Piazza Aranci
- 马萨主教座堂 The Cathedral
- Aranci广场
- Mercurio广场
- 马萨海岸
- Orto Botanico delle Alpi Apuane“Pietro Pellegrini”植物園

## 交通

### 航空
- 馬薩-西卡勒機場（Massa Cinquale Airport）

### 道路
- A12高速公路

### 鐵路
連接熱那亞至比薩的鐵路，中途有馬薩站。

## 友好城市
- 巴特基辛根
- 法國 韦尔农
- 新松奇

## 圖片

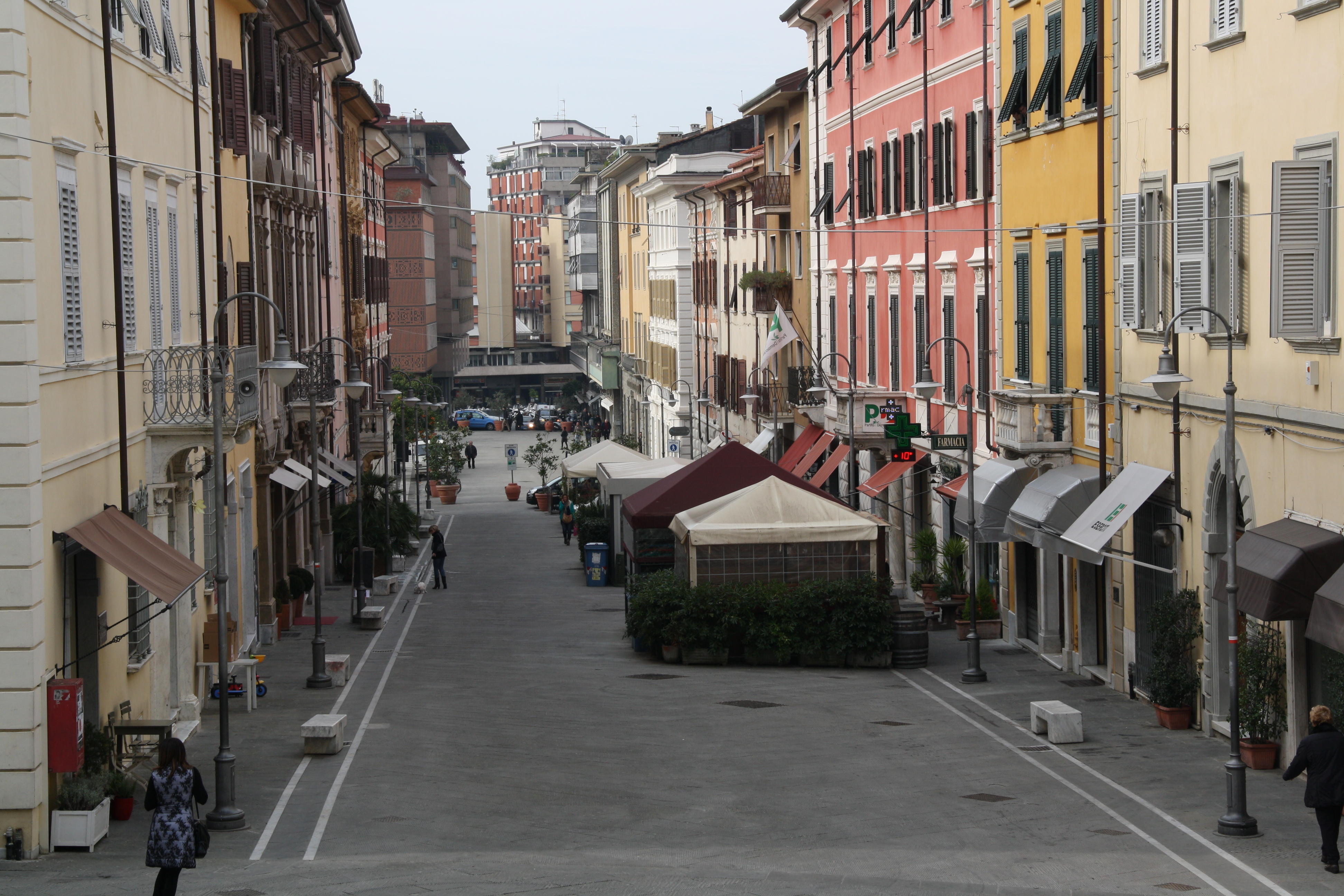
街頭一景
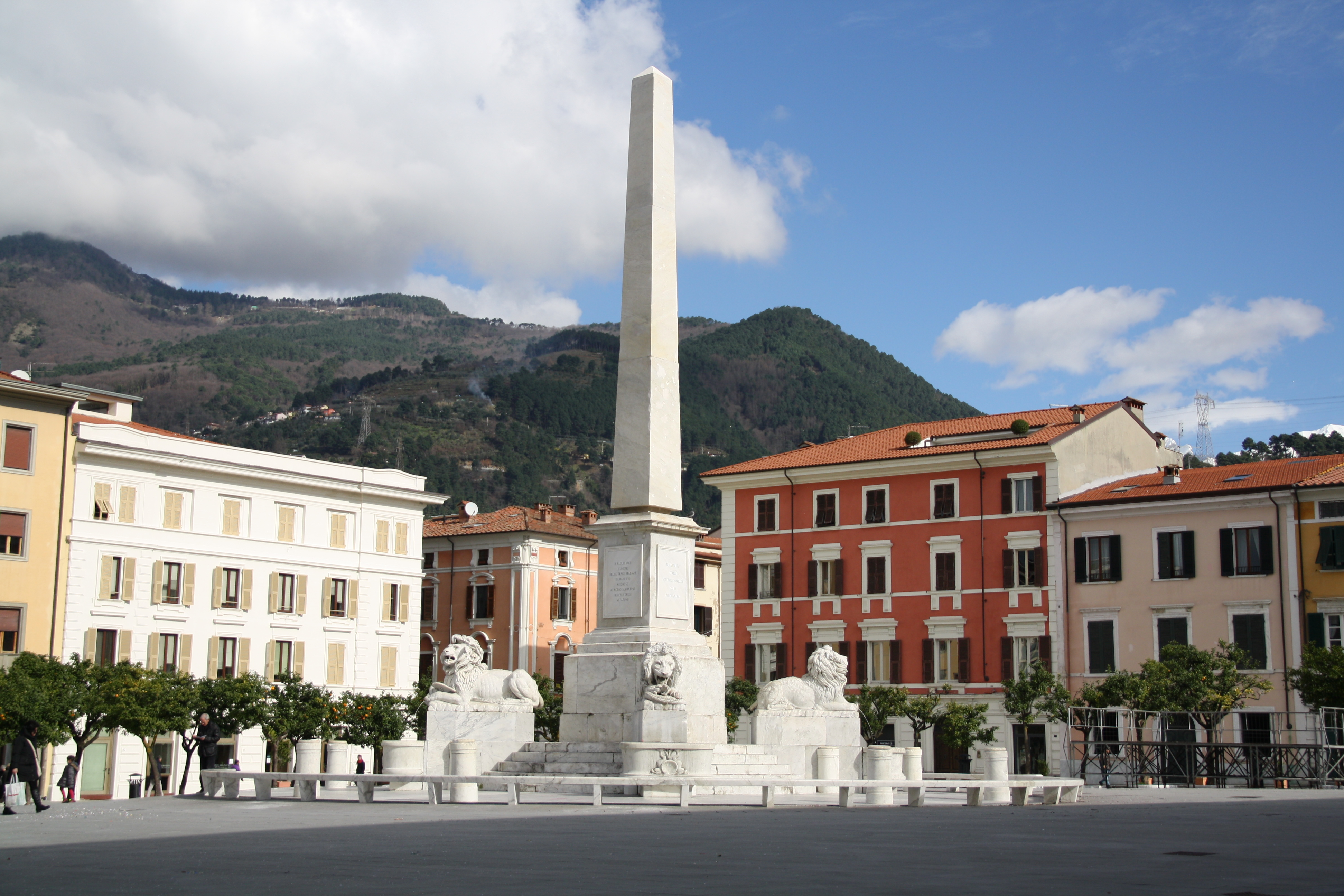
Aranci廣場
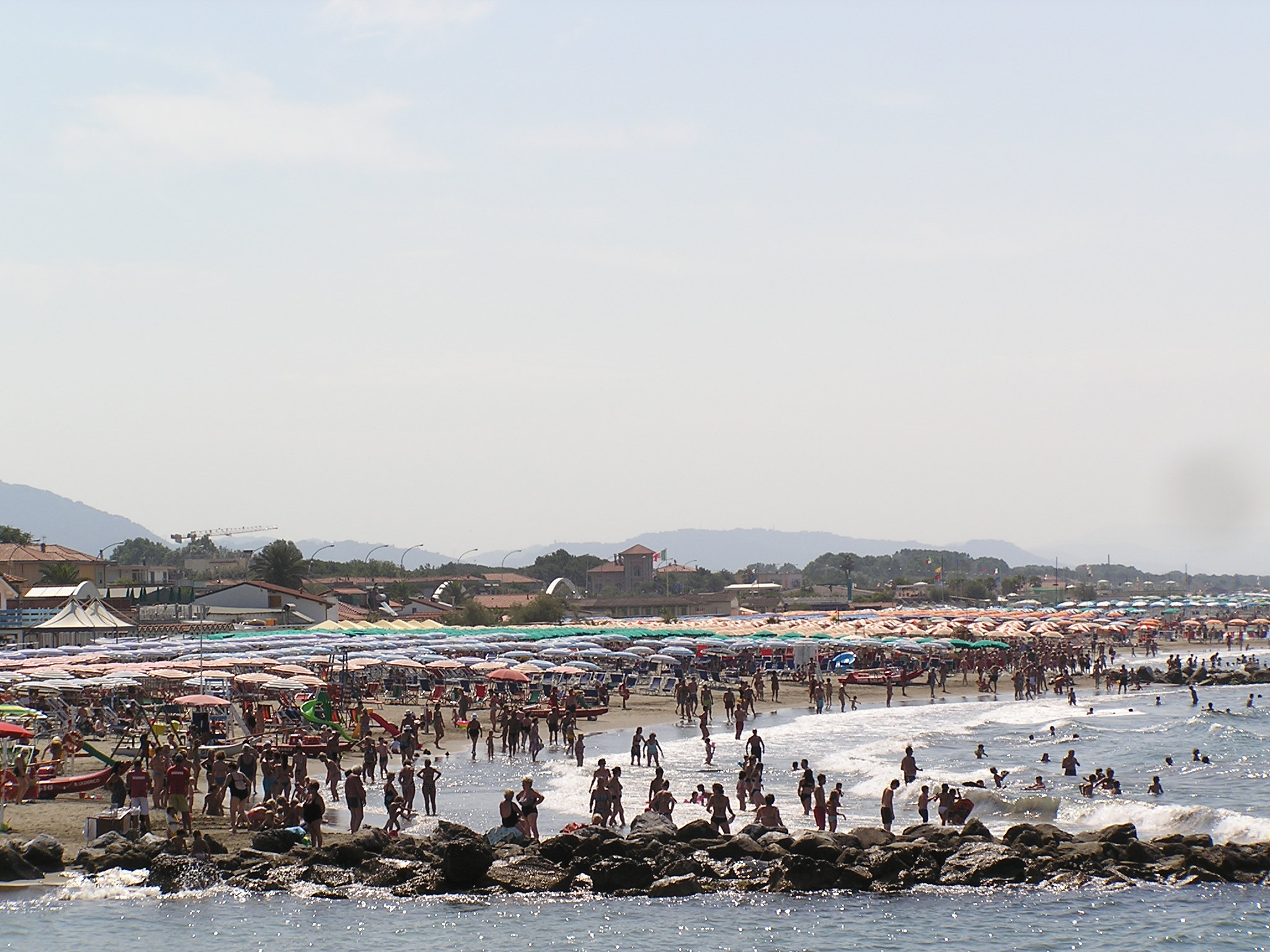
馬薩海濱